# Semène
Pour l’article ayant un titre homophone, voir Semaine.
La Semène est une rivière de France, qui traverse les départements de la Loire et de la Haute-Loire, en région Auvergne-Rhône-Alpes. C'est un affluent droit direct de la Loire.

## Toponymie
Son nom, porté par un grand nombre de cours d'eau en France (avec la Sumène) est peut-être un hydronyme gaulois *sumena, composé de su-, "bon, bien" et de mena, "douce".

## Géographie
La Semène prend sa source sur les contreforts du massif du Pilat à 1 040 m d'altitude à proximité du col de la République, sur le territoire de la commune de Saint-Genest-Malifaux située dans le département de la Loire. 
Elle se jette dans la Loire en rive droite, dans la bourgade éponyme de Semène, sur le territoire de la commune d'Aurec-sur-Loire.
La Semène est un cours d'eau de près de 45,7 km de longueur.

### Communes et cantons traversées
Dans les deux départements de la Loire et de la Haute Loire, la Semène traverse les onze communes suivantes, de l'amont vers l'aval, de Saint-Genest-Malifaux, Jonzieux, Marlhes, Saint-Victor-Malescours, Saint-Romain-Lachalm, Saint-Didier-en-Velay, Saint-Pal-de-Mons, La Séauve-sur-Semène, Pont-Salomon, Saint-Ferréol-d'Auroure, Aurec-sur-Loire (confluence). 

### Toponyme
La Semène a donné son hydronyme à la seule commune de La Séauve-sur-Semène.

### Bassin versant
La Semène traverse une seule zone hydrographique La Loire du rua de Tranchard © à la Semème (K056) de 3 598 km2 de superficie.

### Organisme gestionnaire
La Semène fait partie du Contrat Territorial Loire et Affluents Vellaves, géré par l'EPAGE Loire Lignon.

## Affluents
La Semène a neuf tronçons affluents référencés dont :
- les Crozes,
- la Genouille,
- l'aqueduc des eaux du Lignon,
- la conduite forcée des eaux du Lignon,

## Hydrologie

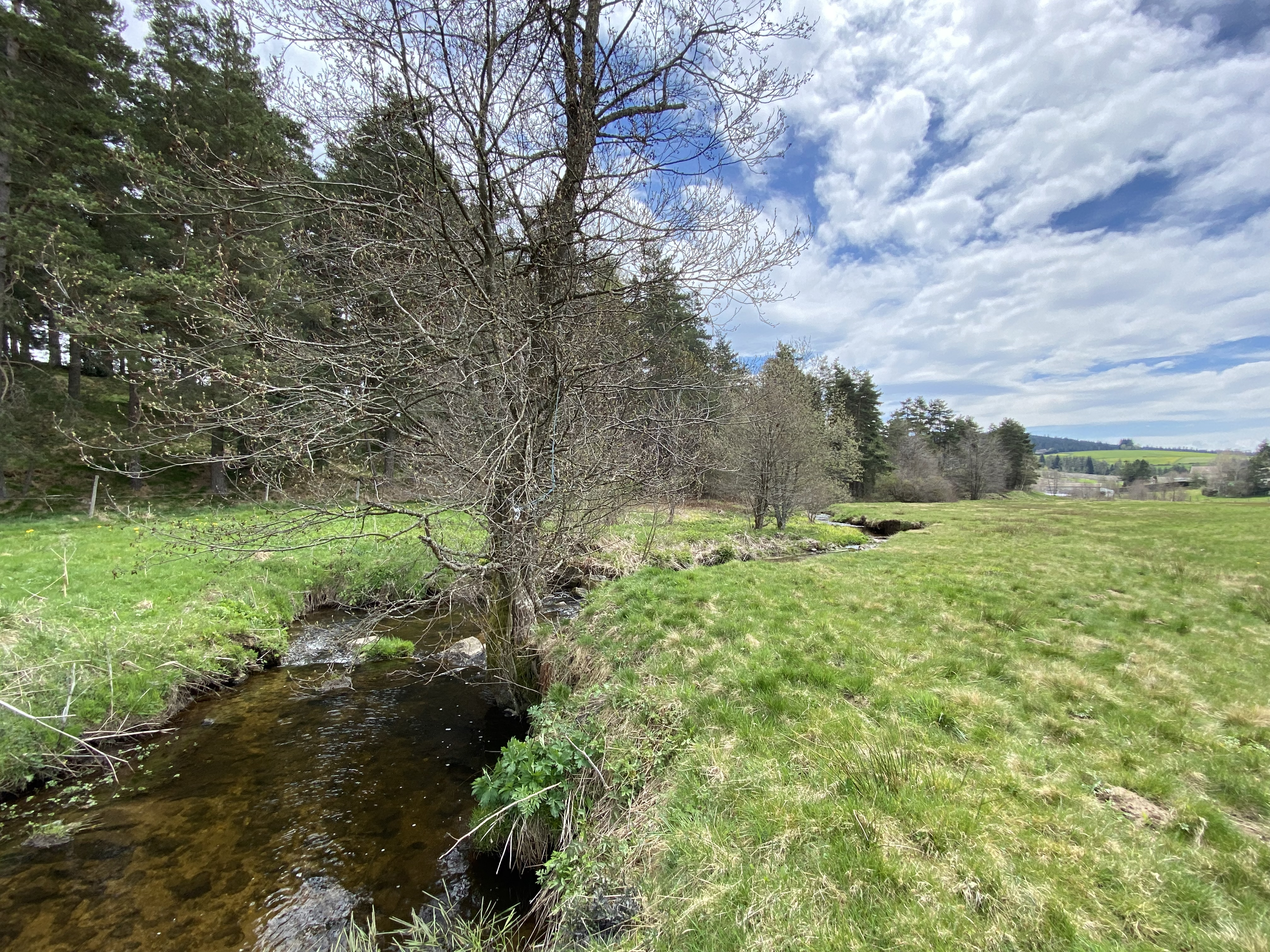
La Semène à Saint-Genest-Malifaux.

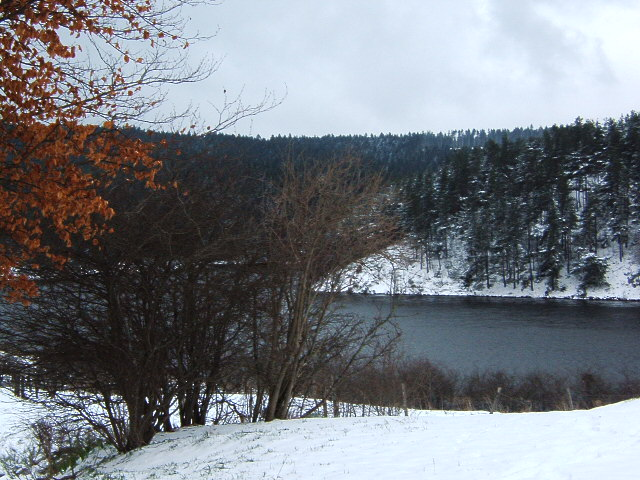
Lac de barrage de Saint-Genest-Malifaux sur la Semène, en hiver.

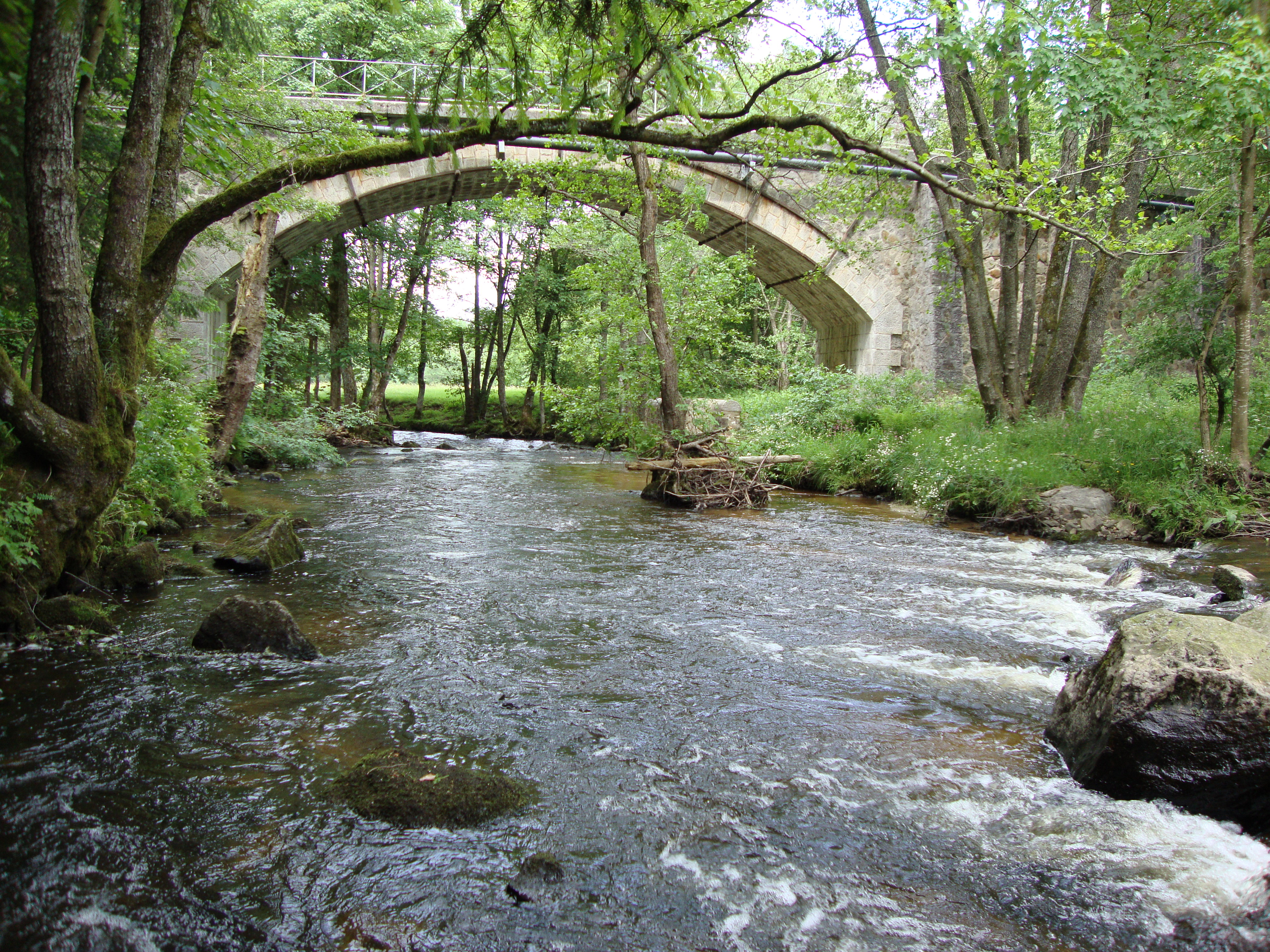
Pont sur la Semène à Saint-Victor-Malescours.

Comme la plupart des autres cours d'eau du Velay (Haute-Loire) oriental, la Semène est une rivière assez abondante, bénéficiant du climat plus humide qui règne dans la région nord-est de ce département. 

### La Semène à Saint-Didier-en-Velay
Son débit a été observé durant une période de 45 ans (1963-2007), à Saint-Didier-en-Velay, localité située peu avant son confluent avec la Loire . Le bassin versant de la rivière y est de 134 km2, soit plus de 85 % de la totalité de celui-ci.
Le module de la rivière à Saint-Didier-en-Velay est de 1,91 m3/s. 
La Semène présente des fluctuations saisonnières de débit relativement modérées. La période de hautes eaux a lieu de la fin de l'automne jusqu'au printemps (de novembre à mai inclus, avec un premier maximum en décembre suivi d'une baisse en janvier-février, puis d'une hausse jusqu'au sommet le plus important en avril). Cette longue période est accompagnée d'une hausse du débit mensuel moyen à des niveaux compris entre 2,14 et 2,93 m3/s. Dès le mois de juin le débit chute très rapidement pour aboutir à la période des basses eaux qui se déroule de juillet à septembre, avec une baisse du débit moyen mensuel allant jusqu'à 0,664 m3/s au mois d'août, ce qui est encore bien consistant pour un cours d'eau de cette taille. Cependant les fluctuations de débit peuvent être plus importantes d'après les années et sur des périodes plus courtes. 

### Étiage ou basses eaux
À l'étiage le VCN3 peut chuter jusque 0,072 m3/s, en cas de période quinquennale sèche, soit 72 litres par seconde, ce qui peut être qualifié de sévère. 

### Crues
Les crues peuvent être importantes compte tenu de la petitesse du bassin versant. Les QIX 2 et QIX 5  valent respectivement 33 et 55 m3/s. Le QIX 10 est de 70 m3/s, le QIX 20 de 83 m3/s, tandis que le QIX 50 se monte à 100 m3/s. 
Le débit instantané maximal enregistré à Saint-Didier-en-Velay durant cette période, a été de 91 m3/s le 2 décembre 2003, tandis que le débit journalier maximal enregistré était de 72,5 m3/s le 21 septembre 1980. Si l'on compare la première de ces valeurs à l'échelle des QIX de la rivière, l'on constate que cette crue était presque d'ordre cinquantennal, et donc relativement rare et destinée à se reproduire en moyenne tous les 40 ans environ.

### Lame d'eau et débit spécifique
Au total, la Semène est une rivière abondante. La lame d'eau écoulée dans son bassin versant est de 445 millimètres annuellement ce qui est non seulement supérieur à la moyenne française, tous bassins confondus, mais aussi nettement supérieur à la moyenne du bassin de la Loire (244 millimètres par an). Le débit spécifique de la rivière (ou Qsp) atteint de ce fait le chiffre assez important de 14,1 litres par seconde et par kilomètre carré de bassin.